# 岸信房
岸 信房（きし のぶふさ、天文3年（1534年） - 永禄8年8月28日（1565年9月22日））は、戦国時代の武将。通称は孫四郎、信氏。父・岸信周、母・桂院月丘浄香大姉。兄弟に岸信清、佐藤秀清室。子に岸信近、岸信宗、栄（佐藤義秀室）。

## 生涯
美濃斎藤家に於いて、父の信周と共に多くの合戦で活躍した。岸勘解由父子は豪勇で鳴る武将と言われていた。
織田信長の中濃攻略戦により、父信周と共に堂洞城を守備。はじめ岸信周は長井道利を堂洞城評定にて「佐藤紀伊守の内心疑わしく覚え候、彼を召され気色をも御試し候へ。」とし、佐藤忠能を堂洞城へ呼び、中濃三城盟約により、堂洞城に三城主が集まり会談を開く。関城主長井道利の勧めで結束を固める為、加治田城主佐藤忠能の娘である八重緑を信周養女として将来信房の妻とした。
織田信長の織田軍が堂洞城を包囲する。その時金森長近が鵜沼城から投降を進める使者として堂洞城へ赴くが、岸信周は拒否。長近は、信房にも意志を尋ねたところ、嫡男を呼び長近の目の前で首を切って決意を示した。長近は「明日の先陣でお目にかかろう。」の言葉をのこし引き下がった。
合戦の準備中、佐藤忠能が中濃三城盟約を破り、内通を知った岸方は、八重緑を夜呼び寄せ、刺殺し、竹の串に貫いて堂洞城長尾丸にて磔にする。
翌日、信房は、堂洞城北方方面守備につき、北から攻め上って来た加治田軍（加治田衆）と戦う。信房は決死の勢いで諸将を指示し、寄せ手を何度も撃退したが、戦が長引くにつれ、軍勢も多く傷つき、小勢となる。
最後は、信房も三ヵ所の傷を負い、もはやこれまでと松原に駆け込み、腹を十文字に掻き切って自害した。32歳と言う。

## 人物・子孫
- 父と共に武勇に長けていた。堂洞合戦においても信房は自ら真っ先に進み、抜連れて切ってかかり、加治田軍を深田へなだれ落ちさせたり、丸山にとり上り、細道を登る加治田軍を差し詰め引き詰め散々に射る。更に信房は五十余騎を東の方からかからせ、西に加治田軍を追い詰め、右往左往に落ちた活躍を見せている。
- 信房も数度の合戦により兵が戦い疲れたが、討ち残った三十余人を前後に立て、加治田軍六百余ともみ合い、二時も戦う[6]。
- 最後は、三ヵ所に傷を負い、残り六騎となり、雑兵によって死ぬより、心閑に自害せんと松原に入り、腹十文字に掻き切り、東枕に伏す。残り五騎も思う程戦い、忠死を遂げた。その首は湯浅新六が討取った[7]。
- 乳母が弟の岸信宗（3歳とも）をつれて秘かに城を落ち延び、岐阜芋島に潜んだ。その子孫が、岐南町平島の岸氏である。
- 一人娘の栄姫（9歳）も乳母がつれて逃げ、叔母の佐藤清秀に匿われた。成人後、嫡子佐藤義秀の正室となった[8]。
- 加治田栃洞区堂洞東裏手には「姥ヶ洞」の地名があり、城を落ちた乳母が栄を連れて一時潜んだ場所であると伝わっている）[9]。栄姫が逃げ出された時、斎藤道三の感状を入れた巾着の口を締め、長い紐を体に巻き付けて逃げ延びたと伝わっている。栄姫が愛用したかんざしも西神野岸家に伝わっている[10]。

## 書籍
- 「織田信長の東美濃攻略歴史PRマンガ 夕雲の城」 富加町教育委員会、マンガ構成・作画：渡辺浩行、発行：美濃加茂市・坂祝町・富加町